# Шетела, Дэнни
Дэниел Грегори Шетела (исп. Daniel Gregory Szetela; 17 июня 1987, Клифтон, Нью-Джерси) — американский футболист, полузащитник. Участник Олимпийских игр в Пекине.

## Клубная карьера
Шетела начал заниматься футболом в академии Ай-эм-джи. В 2004 году он подписал контракт с лигой. Из-за того, что он заключил соглашение после окончания драфта, права на него были предоставлены клубам на основе жребия. Таким образом Дэнни оказался в «Коламбус Крю», хотя хотел выступать за «Нью-Йорк Метростарз». В том же году он дебютировал за команду в MLS. В 2006 году Шетела получил травму и смог принять участие всего в четырёх матчах. Летом 2007 года Шетела перешёл в испанский «Расинг». 14 ноября в матче Кубка Испании против «Малаги» он дебютировал за новую команду. Летом 2008 года для получения игровой практики Дэнни на правах аренды перешёл в итальянскую «Брешию». 30 августа в матче против «Эмполи» он дебютировал в итальянской Серии B. 18 октября в поединке против клуба «Триестина» Шетела забил свой первый гол за «Брешию».
15 июля 2009 года Дэнни, вернувшись в Штаты, подписал соглашение с «Ди Си Юнайтед». 26 июля в матче против «Сан-Хосе Эртквейкс» он дебютировал за новый клуб. В феврале 2010 года Шетела получил травму колена.
В 2011 году Дэнни перенёс три операции на колене и ему был пересажен мениск от донора. После двух лет реабилитации он вернулся в футбол, став футболистом клуба «Айкон». Летом 2013 года Шетела подписал полноценный контракт с «Нью-Йорк Космос». 11 августа в матче против «Тампа-Бэй Раудис» он дебютировал в NASL. 13 октября в поединке против «Каролина Рэйлхокс» Шетела забил свой первый гол за «Нью-Йорк Космос». По окончании сезона 2016 «Космос» начал испытывать финансовые проблемы и игроки и тренерский штаб клуба были распущены. 26 декабря 2016 года Шетела был подписан новообразованным клубом NASL «Сан-Франциско Делтас». Однако, после прихода нового инвестора «Нью-Йорк Космос» выкупил игрока. После отмены в NASL сезона 2018 Шетела остался в системе «Нью-Йорк Космос», перейдя в команду Б, выступающую National Premier Soccer League.

## Международная карьера
В 2003 году в составе юношеской сборной США Шетела принял участие в юношеском чемпионате мира в Финляндии. В 2005 году в составе молодёжной сборной США он принял участие в молодёжном чемпионате мира в Нидерландах, а спустя два года участвовал в турнире в Канаде. В 2008 году в составе олимпийской сборной США Дэнни принял участие в Олимпийских играх в Пекине. На турнире он сыграл в матчах против команд Нигерии и Японии.
17 октября 2007 года в товарищеском матче против сборной Швейцарии Шетела дебютировал за сборную США, заменив во втором тайме Эдди Льюиса.

## Достижения
Нью-Йорк Космос
- Чемпион NASL (3): 2013, 2015, 2016
- Победитель регулярного чемпионата NASL (2): 2015 (весна), 2016 (осень)